# Marek Siudym (aktor)
Marek  Siudym (ur. 24 października 1948 w Łodzi) – polski aktor teatralny, filmowy i kabaretowy.

## Działalność aktorska

### Edukacja
W 1966 r. ukończył XXIV Liceum Ogólnokształcące w Łodzi. W tym samym roku zdał egzaminy do Państwowej Wyższej Szkoły Sztuk Plastycznych w Łodzi, ale nie został przyjęty ze względu na zbyt słabe wyniki na maturze. Po odbyciu zasadniczej służby wojskowej zdał egzaminy do Państwowej Wyższej Szkoły Teatralnej im. Aleksandra Zelwerowicza w Warszawie, którą ukończył w 1974 r.

### Kariera teatralna i kabaretowa
W 1975 r. zadebiutował na deskach Teatru Rozmaitości w Warszawie, z którym był związany do 1981 r. W teatrze tym zagrał m.in. w spektaklach:
- Manon Lescaut (1975),
- Zajmij się Amelią (1975),
- Happy end (1976),
- Poskromienie złośnicy (1977),
- Martwe dusze (1977),
- Czarny romans (1980),
- Białe flagi (1980).

Od 1981 do 1990 r. był aktorem Teatru Komedia w Warszawie, gdzie grał w spektaklach:
- Fachowcy (1981),
- Kabaretowa mysz (1985).

Od 1990 r. związany jest z Teatrem Kwadrat w Warszawie, w którym zagrał w następujących spektaklach:
- Okno na parlament (1993),
- O co biega? (1995),
- Nie teraz kochanie (1995),
- Ośle lata (2005),
- Mój przyjaciel Harvey (2006).

W 1974 r. na ostatnim roku studiów aktorskich współtworzył grupę kabaretową Kur, która występowała na deskach Studenckiego Teatru Satyryków w ostatnim roku jego funkcjonowania. Następnie przez kilkanaście lat był aktorem Kabaretu Olgi Lipińskiej, gdzie występował pod własnym nazwiskiem oraz wcielił się w rolę Ścieklicowej w miniserialu Idźcie przez zboże....

### Kariera filmowa
W latach 70. grał kilka ról charakterystycznych i drugoplanowych w serialach TVP i filmach pełnometrażowych. Dużą popularność dała mu rola woźnicy węglarki w filmie Miś Stanisława Barei (1980). W latach 80. grał kilka kolejnych ról w serialach i filmach pełnometrażowych.
Pod koniec lat 90. wyspecjalizował się w charakterystycznych rolach w serialach telewizyjnych, m.in. grał Władysława Biernackiego, ojca Marcysi, w serialu Złotopolscy (1999–2010), Stasia Bogackiego w sitcomie Lokatorzy (1999–2003) i jego spin-offie Sąsiedzi (2003–2008) oraz majstra w Heli w opałach (2006–2007). Równolegle grał też „ambitniejsze” role pierwszoplanowe, m.in. w filmie Ubu Król Piotra Szulkina, gdzie wcielił się w postać Michała Fiodorowicza.

### Programy rozrywkowe
- W 2007 roku zajął IX miejsce w I edycji programu Jak oni śpiewają.
- W 2008 roku zajął III miejsce w I edycji programu Gwiezdny cyrk.

### Filmografia
- 1970: Przygody psa Cywila – słowacki pogranicznik (odc. 4)
- 1972: Tok-Tok – chłopak
- 1974: Spojrzenie (widowisko telewizyjne) – Kruk
- 1974: Romeo i Julia (spektakl telewizyjny) – Parys
- 1975: Epidemia zbrodni (spektakl telewizyjny) – Adam
- 1976: Przepraszam, czy tu biją? – pan Wiktor
- 1976: Polskie drogi – Wawrzyński (odc. 6)
- 1976: Dziewczyna (spektakl telewizyjny) – Joe
- 1977: Pasja – ojciec Piotra
- 1997: Pani Bovary to ja – mąż sąsiadki
- 1978: Układ krążenia – pacjent (odc. 3)
- 1978: Somosierra. 1808 – wachmistrz Florian Gotartowski
- 1978: Most (spektakl telewizyjny) – Anzor
- 1978: Biały mazur – Uziembło
- 1979: Racławice. 1794 – chłop
- 1979: Pechowy dzień i zbrodnia i kara (spektakl telewizyjny) – Bananow
- 1979, 1981: Najdłuższa wojna nowoczesnej Europy – Józef Frankowski (odc. 1-3)
- 1979: Miejsce rektorskie (spektakl telewizyjny) – student 1979
- 1980: Tajemnica szyfru Marabuta (serial telewizyjny) –
  - bibliotekarz Puciek (głos),
  - Kameleon Super (głos)
- 1980: Smok (spektakl telewizyjny) – lutnik
- 1980: Przed odlotem – lekarz
- 1980: Powstanie Listopadowe. 1830–1831 – Andrzej Walchnowski
- 1980: Pierścień i róża, czyli historia Lulejki i Bulby (spektakl telewizyjny) – ojciec Lulejki
- 1980: Olimpiada ’40 – Jan Mroczek
- 1980: Miś – węglarz, kolega Stanisława Palucha
- 1980: Król w kraju rozkoszy (spektakl telewizyjny) – Hortulan
- 1981: Konopielka – Michał, brat Kaziuka
- 1982: Życie Kamila Kuranta – student Józef Bednarczyk (odc. 5-6)
- 1983: Święty eksperyment (spektakl telewizyjny) – Candia
- 1983: Sny i marzenia – Kazio Leśniewski (Do widzenia kochani)
- 1983: Na odsiecz Wiedniowi – hetman polny Sieniawski
- 1985: Przedstawienie Hamleta we wsi Głucha Dolna (spektakl telewizyjny) – Macak
- 1984: Obcy w domu – pijak w gospodzie
- 1986: Zmiennicy – taksówkarz Stefan Parzydlak (odc. 8-9, 11, 13-15)
- 1986: Kurs na lewo – Paweł
- 1986: Bohater roku – Stefan Żak
- 1987: Ucieczka z miejsc ukochanych – Wojtek (odc. 5-7)
- 1988: Zmowa – mężczyzna w autobusie
- 1988: Mistrz i Małgorzata – taksówkarz (odc. 2)
- 1988: Król komputerów – emerytowana nauczycielka
- 1990: W piątą stronę świata – Franek Brzega, kolega Joja
- 1990: Kanalia – człowiek Zbycha
- 1991: Głos – sprzedawca na bazarze
- 1992: Wielka wsypa – pokerzysta
- 1992: Gwałtu, co się dzieje! (spektakl telewizyjny) – Makary
- 1993: Sztuka przekładu (spektakl telewizyjny) – Żigalin
- 1993: Rozmowa z człowiekiem z szafy – narzeczony matki
- 1993: Kuchnia polska – przewodniczący komitetu strajkowego (odc. 5)
- 1994: Egipska pszenica (spektakl telewizyjny) – ogrodnik
- 1995: Prowokator – żandarm konwojujący Herlinga i Tańskiego
- 1996: Tristan i Izolda (spektakl telewizyjny) – Godoin
- 1996: Miki (spektakl telewizyjny) – policjant #1
- 1996–1997: Dom – pracownik stadniny koni (odc. 14-15, 18)
- 1996: Czapa czyli śmierć na raty (spektakl telewizyjny) – Oleś
- 1997: Sława i chwała – policjant (odc. 6)
- 1997: Kariera Arturo Ui (spektakl telewizyjny) – biznesmen
- 1997: Bride of war – Ewald, pracownik restauracji (odc. 3-4)
- 1999–2010: Złotopolscy – Władysław Biernacki
- 1999: Prawo ojca – Kazio Oleszko
- 1999: Ja, Malinowski – szef bezdomnych (odc. 2)
- 1999, 2001: Graczykowie – murarz (odc. 13, 49)
- 1999–2005: Lokatorzy – Stanisław Bogacki
- 2000: Twarze i maski – Andrzej Kopica (odc. 1-3, 5-8)
- 2000–2001: Adam i Ewa – Antoni Wahutas
- 2002: Rób swoje ryzyko jest twoje – klawisz Leon
- 2003: Ubu Król – Michał Fiodorowicz
- 2003: Powtórka (spektakl telewizyjny) – Adam
- 2003-2008: Sąsiedzi – Stanisław Bogacki
- 2006: Wszyscy jesteśmy Chrystusami – sąsiad Adasia
- 2006: Na dobre i na złe – Stanisław Grzelak (odc. 265, 280, 302)
- 2006–2007: Hela w opałach – majster Bogdan
- 2007: Kryminalni – były poseł Pieńkowski (odc. 84)
- 2008: Ojciec Mateusz – Wróbel, dyrektor Domu Spokojnej Starości (odc. 7)
- 2008: Małgosia contra Małgosia – wykładowca
- 2008: Hotel pod żyrafą i nosorożcem – Leszek, właściciel Falca (odc. 10)
- 2008: Daleko od noszy – Zbyniek, brat ordynatora (odc. 167)
- 2008: Agentki – Roman Lisek (odc. 9)
- 2009: Mniejsze zło – towarzysz, kolega ojca
- 2010: Trzy minuty. 21:37 – sąsiad ojca chłopaka
- 2011: Wojna żeńsko-męska – mężczyzna protestujący przeciw artykułowi Basi
- 2012: Galeria (serial telewizyjny) – komendant Zawadzki
- 2012: Prawo Agaty – woźny Marcin Pietras (odc. 6)
- 2012: Ojciec Mateusz – Tadeusz Dolniak (odc. 107)
- 2013: To nie koniec świata! – Maciej, pracownik klubu (odc. 3-4, 6, 8-11)
- 2014: Lekarze (serial telewizyjny) – Maciej Dolny (odc. 40-41, 44, 52)
- 2014: Bogowie – Andrzej, pacjent pierwszego przeszczepu
- 2015: Radosław Prolog – ojciec Radosława
- 2015: Blondynka – weterynarz Staszek (odc. 49)
- 2015: Arkansas (etiuda szkolna) – bezdomny
- 2016: Wesele w kurnej chacie – ksiądz
- 2016: Ojciec Mateusz – jubiler Oskar Kurek (odc. 191)
- 2016: Myszy i szczury – komendant policji
- 2016: Jan Mazurkiewicz ps. Radosław – dozorca Wacław
- od 2016: Barwy szczęścia – Anatol Koszyk
- 2017: Wyklęty – sołtys
- 2017: Lekarze na start – Bolesław, przewlekle chory pacjent (odc. 20-21)
- 2018: Czempion (etiuda szkolna) – Marian
- 2018: Korona królów – Henryk I Jaworski (odc. 107-108, 153)
- 2019: Serce do walki – Aleksander Ziółkowski
- 2019: Niepospolita – Marian Dąbrowski
- 2019: Futro z misia – Pawełek
- od 2020: Pierwsza miłość – Edward Stryjeński
- od 2021: Papiery na szczęście – Henryk Kowalczyk, dziadek Adama
- 2021: Ojciec Mateusz – Czyrek
- od 2023: Leśniczówka – Jerzy Majewski
- 2024: Korona królów. Jagiellonowie – bednarz Sobiesław
- 2024: Ojciec Mateusz – Jerzy Małolepszy

## Życie prywatne
Aktor był trzykrotnie żonaty. Z pierwszego małżeństwa ma córkę Agnieszkę. Drugą żoną była Joanna Siudym, z którą ma syna Tadeusza. Zasadniczą służbę wojskową ukończył w stopniu kaprala. Jest członkiem Związku Żołnierzy Wojska Polskiego.

## Działalność jeździecka
Marek Siudym był zawodnikiem w klubach jeździeckich Lotnik i Legia Warszawa. W 1977 zdał egzamin na instruktora jeździectwa sportowego i od tego czasu, z przerwami, zajmował się półzawodowo treningiem koni i zawodników dyscypliny skoki przez przeszkody.